# Sheilanthera pubens
Sheilanthera pubens är en vinruteväxtart som beskrevs av I. Williams. Sheilanthera pubens ingår i släktet Sheilanthera och familjen vinruteväxter. Inga underarter finns listade i Catalogue of Life.